# Mallotus stewardii
Mallotus stewardii là một loài thực vật có hoa trong họ Đại kích. Loài này được Merr. ex Metcalf mô tả khoa học đầu tiên năm 1931.